# Hanna Birna Kristjánsdóttir
Hanna Birna Kristjánsdóttir (Hafnarfjörður, em 12 de outubro de 1966) é uma política islandesa. É filiada ao Partido da Independência (Sjálfstæðisflokkur).

## Biografia
Hanna Birna Kristjánsdóttir se formou em Ciência Política em 1991 pela Universidade da Islândia, e em 1993 especializou-se em política internacional e europeia pela Universidade de Edinburgo, na Escócia.
Ela trabalhou na Öryggismálanefnd entre 1990 e 1991, e foi chefe de setor do Ministério da Educação e Cultura da Islândia entre 1994 e 1995. Além disso, foi chefe de execução do Parlamento do Partido da Independência. A partir de 1999, foi auxiliar executiva de seu partido.
Hanna Birna foi eleita vereadora de Reykjavík em 2002, e em 21 de agosto de 2006, foi empossada a prefeitura, assumindo o lugar de Ólafur Friðrik Magnússon, ocupando o cargo até 15 de Junho de 2010.
Em 21 de novembro de 2014 ela renunciou ao cargo de Ministra do Interior como uma resposta de um escândalo político onde sua assistente teria vazado informações. A renúncia entrou em vigor no dia 4 de Dezembro 2014.